# 血液凝固障害
血液凝固障害（けつえきぎょうこしょうがい、英: coagulopathy）とは生体機能における血液凝固の異常を表現する医学用語。

## 原因
種々の原因が存在するが、一般的に大量出血や血小板・血液凝固因子不足などが原因となる。

### 先天性
血友病や血小板無力症など遺伝的に凝固能が低下しているもの。

### 後天性
後天性の原因としてワルファリン、肝不全、播種性血管内凝固などが含まれる。さらに、アメリカハブ属、ガラガラヘビ、クサリヘビ科のようなある種のヘビの血液毒は血液凝固障害を起こすことがある。
後天性血液凝固障害を引き起こす自己免疫疾患
血液凝固不全をきたす自己免疫疾患がある。自己免疫により血液凝固因子に対する抗体が誘導される。後天性血友病では、主として第VIII因子が直接的に阻害される。他に例として抗リン脂質抗体症候群がある。